# Liste der Naturdenkmale in Oberlahr
Die Liste der Naturdenkmale in Oberlahr nennt die im Gemeindegebiet von Oberlahr ausgewiesenen Naturdenkmale (Stand 15. Februar 2024).

## Naturdenkmale
| Nr.         | Bezeichnung                        | Lage                                                         | Beschreibung                  | Bild                                    |
| ----------- | ---------------------------------- | ------------------------------------------------------------ | ----------------------------- | --------------------------------------- |
| ND-7132-418 | Eichengruppe in der Lammerichskaul | nordwestlich von Bürdenbach, Flur Unten im Hellenseifen Lage | Quercus sp.; auch zu Burglahr | Direkt Bild zu diesem Denkmal hochladen |